# 10501 Ardmacha
10501 Ardmacha è un asteroide della fascia principale. Scoperto nel 1987, presenta un'orbita caratterizzata da un semiasse maggiore pari a 2,7206038 UA e da un'eccentricità di 0,2622005, inclinata di 8,68810° rispetto all'eclittica. Misura circa 5,9 km di diametro.
L'asteroide è dedicato alla città di Armagh (Árd Macha in gaelico) in Irlanda, capitale religiosa del paese e sede dell'Osservatorio di Armagh.